# Lyræ
Lyræ est une œuvre de musique de chambre de la compositrice française Camille Pépin, écrite en 2017.

## Contexte et création
Camille Pépin écrit Lyræ pour quatuor à cordes, harpe et percussions pour répondre à une commande du Festival international d'art lyrique d'Aix-en-Provence et de ProQuartet. L'œuvre est créée sous la direction de Léo Margue.

## Analyse
L'œuvre est inspirée par la constellation de la Lyre.